# Orosz Szuperliga

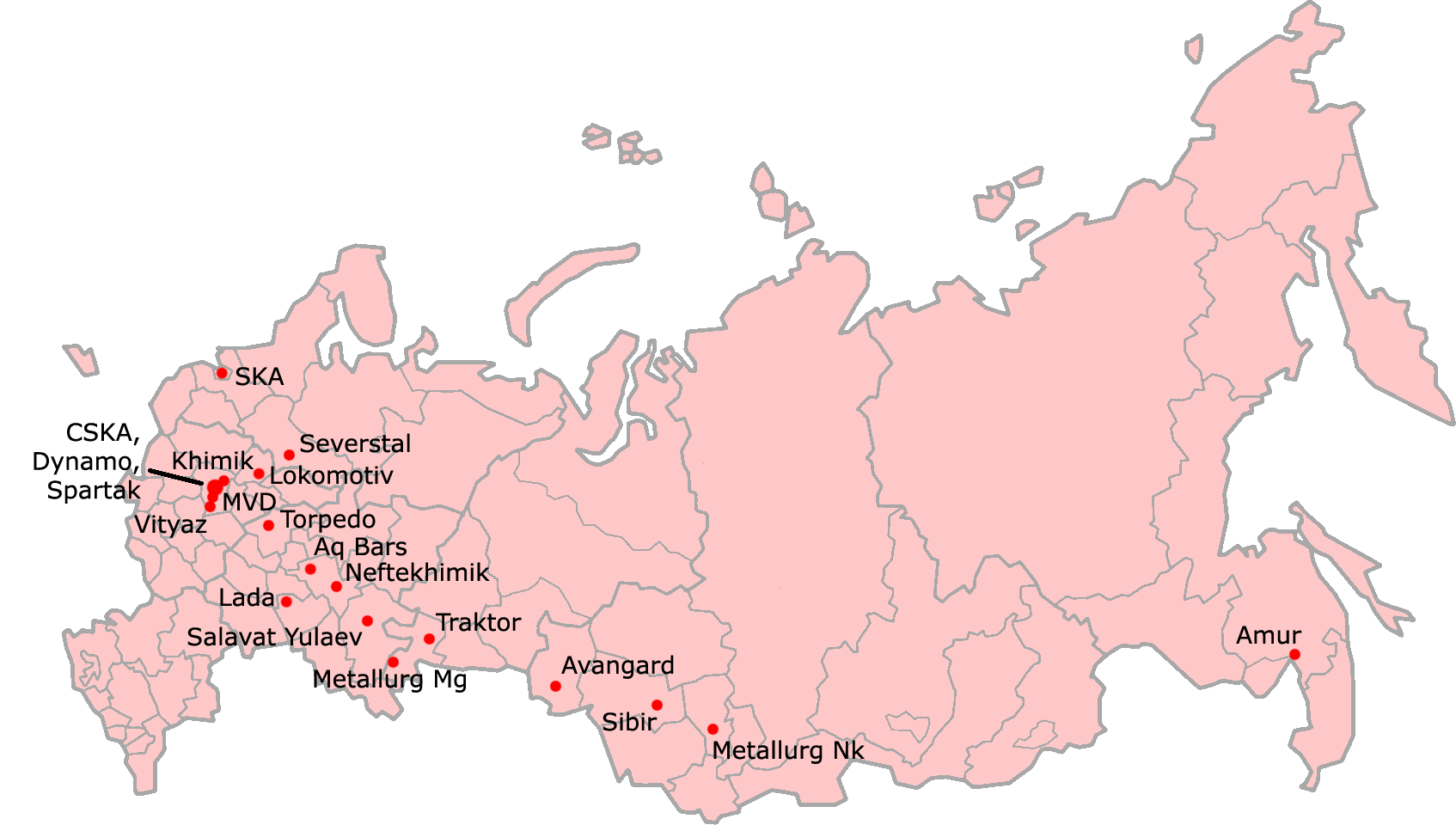
A csapatok földrajzi elhelyezkedése az utolsó szezonban

A Szuperliga (Чемпионат России по хоккею с шайбой) a legmagasabb szintje volt a professzionális jégkorongnak Oroszországban. Az orosz bajnokság a második legjobb az NHL mögött, és Európa legjobbja.
A 2007/2008-as szezon volt az utolsó a Szuperliga történelmében; a 2008–2009-es szezonban már a Kontinentális Jégkorong Liga lesz az orosz elitliga.

## Csapatok (2007–2008)
- AK Barsz Kazany
- Amur Habarovszk
- Avangard Omszk
- HK CSZKA Moszkva
- HK Dinamo Moszkva
- Himik Mitiscsi
- Lada Toljatti
- Lokomotyiv Jaroszlavl
- Metallurg Magnyitogorszk
- Metallurg Novokuznyeck

| - MVD Balasiha - Nyeftyehimik Nyizsnyekamszk - Szalavat Julajev Ufa - Szeversztal Cserepovec - FK Szibir Novoszibirszk - SZKA Szentpétervár - HK Szpartak Moszkva - Torpedo Nyizsnyij Novgorod - Traktor Cseljabinszk - Vityaz Csehov |

## Az orosz Szuperliga győztesei
- 2008 – Szalavat Julajev Ufa
- 2007 – Metallurg Magnyitogorszk
- 2006 – AK Barsz Kazany
- 2005 – Gyinamo Moszkva
- 2004 – Avangard Omszk
- 2003 – Lokomotyiv Jaroszlavl
- 2002 – Lokomotyiv Jaroszlavl
- 2001 – Metallurg Magnyitogorszk
- 2000 – Gyinamo Moszkva
- 1999 – Metallurg Magnyitogorszk
- 1998 – AK Barsz Kazany
- 1997 – Lokomotyiv Jaroszlavl